# Lucette Robert Beauchemin
 (décembre 2017).
Si vous disposez d'ouvrages ou d'articles de référence ou si vous connaissez des sites web de qualité traitant du thème abordé ici, merci de compléter l'article en donnant les références utiles à sa vérifiabilité et en les liant à la section « Notes et références ».
Lucette Robert Beauchemin, C.M., journaliste et critique québécoise.

## Honneurs
- 1973 -  Membre de l'Ordre du Canada